# Bunny Man
The Bunny Man (svenska: Kaninmannen) är en vandringssägen som förmodligen härstammar från två incidenter i Fairfax County, Virginia, USA 1970, och som har spridit sig ända till Washington, D.C.-området. Det finns i många versioner, men den kändaste är att en man med en kanindräkt attackerar folk med en yxa. Enligt många varianter är platsen vandringssägnen utspelar sig Colchester Overpass, en järnvägsviadukt som användes för Southern Railway som spänner över Colchester Road nära Clifton. Viadukten kallas i folkmun för Bunny Man Bridge. 